# Tu'i Tonga

Tongas flagga

Tu'i Tonga var en dynasti i Tonga i södra Stilla havet. Efter cirka 1470 innehade dynastin endast den religiösa makten.
Denna dynasti styrde landet under det tonganska imperiet där grunden lades runt år 950 då hövdingen ʻAhoʻeitu genom en rad krig befriade tonganerna från de styrande dynastierna Tuʻi Manuʻa på Samoa och Tuʻi Pulotu på Fiji. ʻAhoʻeitu utropades sedan år 950 till den förste kungen i Tu'i Tonga-dynastin.
Dynastin styrde fram till cirka 1470 då den tvingades avträda den världsliga makten till Tu'i Ha'a Takala'ua-dynastin medan Tu'i Tonga behöll den religiösa makten. Den siste ättlingen i dynastin, Laufilitonga, dog den 9 december 1865 och titeln avskaffades därefter.
Tonga är förutom territoriet Tuvalu den enda monarkin bland önationerna i Stilla havet.

## Regenter
Det saknas säker information om regenterna faktiska regeringstid då inre stridigheter ledde till ständiga maktskiftningar.
1. ʻAhoʻeitu
2. Lolofakangalo
3. Fanga'one'one
4. Lihau
5. Kofutu
6. Kaloa
7. Ma'uhau
8. 'Apuanea
9. 'Afulunga
10. Momo
11. Tu'itatui
12. Tala'atama
13. Ha'amea
14. Tala-'i-Ha'apepe
15. Talakaifaiki
16. Talafapite
17. Ma'akatue
18. 'I-pui-pui
19. Havea I
20. Tatafueikimeimua
21. Lomi'aetupu'a
22. Havea II
23. Takala'ua
24. Kau'ulu'fonua I
25. Vakafuhu
26. Pui-Pui-Fatu
27. Kau'ulu'fonua II
28. Tapu'osi I
29. 'Uluakimata I
30. Fatafehi
31. Tapu'osi Kau'ulufonua III
32. 'Uluakimata II
33. Fatafehi Tu'ipulatu I
34. Fakana'ana'a
35. Fatafehi Tu'ipulatu II
36. Fatafehi Paulaho
37. Fatafehi Ma'ulupekotofa
38. Fatafehi Fuanunuiava
39. Fatafehi Laufilitonga

I och med kung Kauulufonua I har ämbetet endast religiös makt